# European Trilogy (album)
European Trilogy - album studyjny Toroidh, wydany 8 września 2006 roku przez wytwórnię War Office Propaganda. Wydany został na 3 płytach CD i zawiera reedycje nagrań ze wcześniejszych wydań Toroidh.

## Lista utworów
CD1 - Those Who Do Not Remember The Past Are Condemned To Repeat It
1. "Never Again 1" - 5:40
2. "Never Again 2" - 13:19
3. "Never Again 3" - 7:30
4. "Never Again 4" - 9:12
5. "Never Again 5" - 4:53
6. "Never Again 6" - 4:23
7. "Never Again 7" - 2:15
8. "Never Again 8" - 2:58
9. "Never Again 9" - 16:13

CD2 - Europe Is Dead
1. "Europe Is Dead 1" - 3:14
2. "Europe Is Dead 2" - 3:55
3. "Europe Is Dead 3" - 6:08
4. "Europe Is Dead 4" - 5:23
5. "Europe Is Dead 5" - 17:31
6. "Europe Is Dead 6" - 2:18
7. "Europe Is Dead 7" - 5:59
8. "Europe Is Dead 8" - 6:36

CD3 - Testament
1. "Introduktion" - 1:20
2. "Testament I" - 4:18
3. "Från Mörkret Stiga Vi" - 7:35
4. "Testament II" - 6:53
5. "Among Us" - 4:38
6. "My Will" - 5:08
7. "Liebste Klara" - 3:53
8. "Testament III" - 6:47
9. "Dr Weiskopf Lebt" - 5:35
10. "Testament IIII" - 18:35